# Estats i territoris de l'Índia
L'Índia està subdividida en 28 estats, sis Territoris de la Unió i un Territori Capital Nacional.

Estats i territoris de l'Índia

Estats:
| 1. Andhra Pradesh 2. Arunachal Pradesh 3. Assam 4. Bihar 5. Chhattisgarh 6. Goa 7. Gujarat | 8. Haryana 9. Himachal Pradesh 10. Telangana 11. Jharkhand 12. Karnataka 13. Kerala 14. Madhya Pradesh | 15. Maharashtra 16. Manipur 17. Meghalaya 18. Mizoram 19. Nagaland 20. Orissa 21. Panjab | 22. Rajasthan 23. Sikkim 24. Tamil Nadu 25. Tripura 26. Uttar Pradesh 27. Uttarakhand 28. Bengala Occidental |  |

Territoris de la Unió:
Territori Capital Nacional:

## Evolució dels estats de l'Índia
L'Índia britànica, que incloïa a més de l'actual Índia els moderns estats de Pakistan, Bangladesh i Bhutan estava composta per tipus diferents d'estats. Les Províncies estaven governades per un governador local, anomenat pel virrei. Els estats principescos estaven governats per cabdills locals, amb càrrecs hereditaris. Aquests caps acataven la sobirania britànica a canvi d'una autonomia local.
Amb la divisió de l'Índia i el Paquistan el 1947, províncies i estats principescos van ser assignats a un o altre país en dues províncies, Punjab y Bengala, que van quedar dividides entre ambdós països. L'estat d'Hyderabad, de majoria musulmana, va intentar independitzar-se però l'exèrcit indi hi va intervenir i finalment va ser annexionat a aquest país. Índia i Pakistan es van disputar el control de l'estat de Jammu i Caixmir, de majoria musulmana, que quedà en mans de l'Índia.
El període entre la independència el 1947 i fins a l'inici de la República de l'Índia el 1950 va servir perquè els estats principescos s'anessin convertint lentament en províncies.
Després de la Llei de Reorganització dels Estats del 1956, es van anar creant nous estats. Haryana es va crear el 1966 com un estat independent del Punjab. L'antic regne de Sikkim va quedar annexionat com estat el 1975. L'any 2000 es van crear tres nous estats: Jharkhand, Chhattisgarh i Uttaranchal.